# Eric Trump
Eric Frederick Trump, född 6 januari 1984 på Manhattan i New York, är en amerikansk affärsman. Han är det tredje barnet till Donald Trump och Ivana Trump. Sedan januari 2017 är Eric Trump vd på Trump Organization tillsammans med sin äldre bror Donald Jr.
Han är utbildad ekonom. Han påbörjade sina akademiska studier 2002 vid Georgetown University i Washington, D.C. År 2006 avlade han kandidatexamen (B.Sc.) i nationalekonomi med inriktning finans och management vid Georgetown University. Samma år grundade han välgörenhetsstiftelsen The Eric Trump Foundation, som skänker pengar till barnsjukhus. Sedan starten har han samlat in över 28 miljoner dollar till stiftelsen. Pengarna samlas i första hand in genom golf-events vid Trumps egna golfanläggningar.
Han äger vineriet Trump Winery.
Han utnämndes till "Rising Star of the Year" 2013 av tidskriften Wine Enthusiast Magazine.